# NGC 1088
NGC 1088 est une galaxie lenticulaire située dans la constellation du Bélier. NGC 1088 a été découverte par l'astronome germano-britannique William Herschel en 1786.

## Caractéristiques
Sa vitesse par rapport au fond diffus cosmologique est de 6 988 ± 38 km/s, ce qui correspond à une distance de Hubble de 103,1 ± 7,2 Mpc (∼336 millions d'al).

## Paire de galaxies
La base de données NASA/IPAC indique que NGC 1088 est une paire de galaxie, ce qui est conforme à l'image du relevé Pan-STARRS. Pour obtenir les données de la plus grosse galaxie de cette paire, il faut consulter la page de NGC 1088 NED01. Plusieurs données ne sont pas disponibles pour la plus petite galaxie